# Saridjali (Tartar)
Saridjali est un village de la région de Tərtər en Azerbaïdjan.

## Géographie
Le village de Saridjali de la région de Tərtər est situé dans la circonscription administrative du village de Saridjali.

## Économie
La principale occupation de la population du village de Saridjali est l'élevage et l'agriculture.